# 가집행선고
가집행선고(假執行宣告)는 민사소송법 상의 제도로서 확정되지 아니한 종국판결에 대해 확정판결과 동일한 집행력을 인정함으로써 판결의 내용을 실현시킨 가집행제도에 집행력을 부여한 형성적 재판을 뜻한다. 재산권의 청구에 관한 판결에는 상당한 이유가 없는 한, 당사자의 신청 유무를 불문하고 직권으로 가집행을 할 수 있다는 것을 선고하여야 한다.
그 판결주문에서 “판결을 가집행을 할 수 있다.“ 고 선고한 때에는 그것에 기초하여 강제집행을 할 수 있다. 패소자가 강제집행의 지연만을 목적으로 상소의 제기를 남용하는 것을 억제하는 역할을 할 뿐만 아니라 가집행선고에 따라 즉시 집행 당하는 것을 피하기 위하여 제1심에서 모든 소송자료를 제출하게 되기 때문에 심리가 제1심에 집중되는 효과를 거둘 수 있다. 가집행선고 있는 본안판결이 바뀌는 경우에는 원고는 가집행선고에 따라 피고가 지급한 물건을 돌려주어야 할 뿐만 아니라, 가집행으로 말미암은 손해 또는 그 면제를 받기 위하여 입은 손해를 배상하여야 한다. 이를 가집행선고의 실효로 인한 원상회복과 손해배상이라고 한다. 굳이 채무자에게 커다란 위험을 가져오는 미 확정판결에 따른 집행을 허용하였음에도 불구하고, 상소심에서 그것이 취소된 때는 결국 그 집행은 부당한 것이고, 그 부당집행의 결과를 제거하기 위하여 채권자에게 그가 얻은 것을 채무자에게 돌려 줄 의무를 부담시키고 또한 채무자가 그것에 의하여 손해를 입은 경우에는 채무자의 부당한 손해를 피할 수 있기 때문이다.

## 판례
- 가집행의 선고를 붙일 수 있는 판결은 재산권의 청구에 관한 판결에 한한다[1]

## 참고 문헌
1. ↑  민사소송법 제213조 제1항

- 조상희, 『법학전문대학원 민사소송법 기본강의』. 한국학술정보(주), 2009. ISBN 978895342307